# Rallye Zentraleuropa 2023

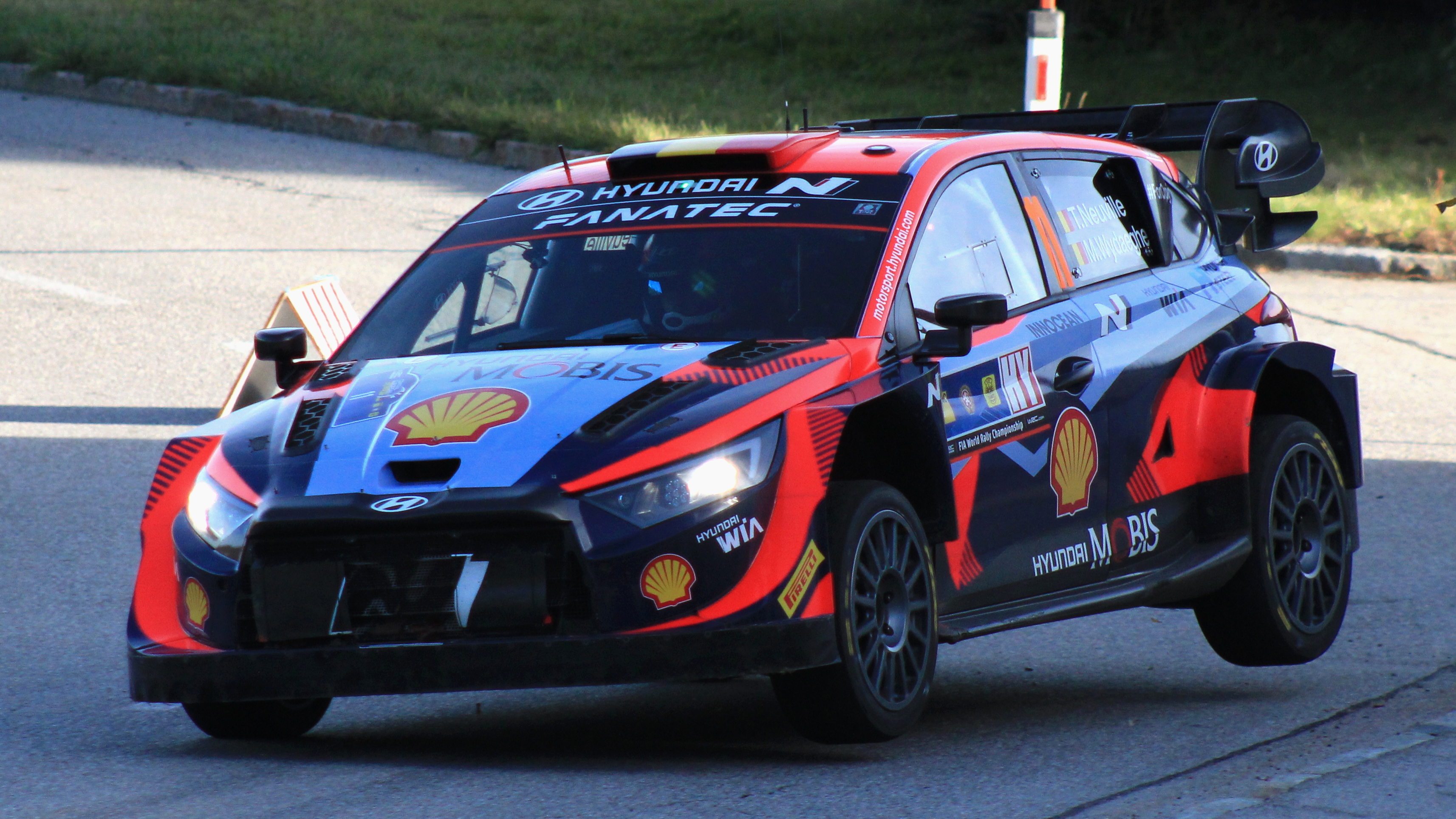
Thierry Neuville, Sieger der Rallye Zentraleuropa

Die 1. Rallye Zentraleuropa (offiziell Central European Rally Event GmbH + ADAC Südbayern e.V.) war der 12. Lauf zur FIA-Rallye-Weltmeisterschaft 2023. Sie dauerte vom 26. bis zum 29. Oktober und es wurden insgesamt 18 Wertungsprüfungen (WP) gefahren in den Ländern Tschechien, Deutschland und Österreich.

## Bericht
Am Donnerstag, pünktlich um 14:05 Uhr begann die erste Rallye Zentraleuropa in Tschechien mit der ersten Wertungsprüfung (WP). Auf einem Rundkurs von 2,55 Kilometern fuhr Ott Tänak (M-Sport) die Bestzeit. Bei der zweiten WP siegte Thierry Neuville (Hyundai i20 N Rally1), er übernahm die Gesamtführung. Am zweiten Rallye-Tag standen sechs WP auf dem Programm. Im Weltmeisterschaftskampf zwischen Kalle Rovanperä und Elfyn Evans (beide Toyota GR Yaris Rally1) behielt Rovanperä mit vier WP-Siegen die Oberhand und führte am Ende des Tages das Gesamtklassement an mit einem Vorsprung von 36,4 Sekunden auf Neuville und 47,2 Sekunden auf Evans. Nach einem Reifenschaden am Freitagmorgen verlor Sébastien Ogier (Toyota GR Yaris Rally1) über 40 Sekunden. Bei Regen und schmutziger Straße flog Esapekka Lappi mit seinem Hyundai in der fünften WP ab. Der Abflug war derart heftig, dass es die Heckklappe und die untere Verschalung, sowie ein Hinterrad vom Fahrzeug riss. Lappi und sein Beifahrer Janne Ferm blieben unverletzt. Die Schlüsselszene am Samstag war der Ausfall von Evans, der in einer Rechtskurve von der Strecke abkam und rückwärts in eine Scheune krachte. Sein Fahrzeug war zu stark beschädigt um weiterzufahren, Pilot und Beifahrer Scott Martin blieben unverletzt. Seine Chancen den Weltmeistertitel noch zu gewinnen sind zu diesem Zeitpunkt nur noch rechnerisch möglich. Gewinnt Rovanperä vier WM-Punkte am Ende dieser Rallye, ist er Weltmeister. Nach dem Ausfall von Evans begann Rovanperä auf Sicherheit zu fahren. In WP 11 löste ihn Neuville an der Spitze des Gesamtklassements ab. Mit einem Vorsprung von über 26 Sekunden auf Rovanperä und mit beinahe 1:50 Minute Plus auf Tänak, startete Neuville am Sonntag in den Schlusstag. Am letzten Tag minimierten die Fahrer im vorderen Teil des Gesamtklassements das Risiko und sie kamen sicher ins Ziel. Rovanperä feierte seinen zweiten WM-Titel und Neuville seinen 19. Sieg bei einem Weltmeisterschaftslauf.

## Meldeliste
| Nr.                  | Fahrer               | Co-Pilot                   | Auto                   |
| -------------------- | -------------------- | -------------------------- | ---------------------- |
| WRC-Klasse (Rally1)  |                      |                            |                        |
| 3                    | Teemu Suninen        | Mikko Markkula             | Hyundai i20 N Rally1   |
| 4                    | Esapekka Lappi       | Janne Ferm                 | Hyundai i20 N Rally1   |
| 7                    | Pierre-Louis Loubet  | Benjamin Veillas           | Ford Puma Rally1       |
| 8                    | Ott Tänak            | Martin Järveoja            | Ford Puma Rally1       |
| 11                   | Thierry Neuville     | Martijn Wydaeghe           | Hyundai i20 N Rally1   |
| 13                   | Grégoire Munster     | Louis Louka                | Ford Puma Rally1       |
| 17                   | Sébastien Ogier      | Vincent Landais            | Toyota GR Yaris Rally1 |
| 18                   | Takamoto Katsuta     | Aaron Johnston             | Toyota GR Yaris Rally1 |
| 33                   | Elfyn Evans          | Scott Martin               | Toyota GR Yaris Rally1 |
| 69                   | Kalle Rovanperä      | Jonne Halttunen            | Toyota GR Yaris Rally1 |
| WRC2-Klasse (Rally2) |                      |                            |                        |
| 20                   | Andreas Mikkelsen    | Torstein Eriksen           | Škoda Fabia RS Rally2  |
| 21                   | Yohan Rossel         | Arnaud Dunand              | Citroën C3 Rally2      |
| 22                   | Gus Greensmith       | Jonas Andersson            | Škoda Fabia RS Rally2  |
| 23                   | Sami Pajari          | Enni Mälkönen              | Škoda Fabia RS Rally2  |
| 24                   | FIA Nikolai Grjasin  | FIA Konstantin Aleksandrov | Škoda Fabia RS Rally2  |
| 26                   | Kajetan Kajetanowicz | Maciej Szczepaniak         | Škoda Fabia RS Rally2  |
| 27                   | Emil Lindholm        | Reeta Hämäläinen           | Hyundai i20 N Rally2   |
| 28                   | Mikołaj Marczyk      | Szymon Gospodarczyk        | Škoda Fabia RS Rally2  |
| 29                   | Lauri Joona          | Tuukka Shemeikka           | Škoda Fabia RS Rally2  |

Insgesamt haben sich 67 Fahrer eingeschrieben.

## Klassifikationen

### WRC-Gesamtklassement
| WRC |                     |                  |                        |          |           |                 |      |
| 1   | Thierry Neuville    | Marijn Wydaeghe  | Hyundai i20 N Rally1   | WRC RC1  | 2:52:39.9 | 00:00.0         | 25+4 |
| 2   | Kalle Rovanperä     | Jonne Halttunen  | Toyota GR Yaris Rally1 | WRC RC1  | 2:53:37.5 | 00:57.6         | 18   |
| 3   | Ott Tänak           | Martin Järveoja  | Ford Puma Rally1       | WRC RC1  | 2:54:32.7 | 01:52.8 00:55.2 | 15+1 |
| 4   | Sébastien Ogier     | Vincent Landais  | Toyota GR Yaris Rally1 | WRC RC1  | 2:54:48.5 | 02:08.6 00:15.8 | 12+3 |
| 5   | Takamoto Katsuta    | Aaron Johnston   | Toyota GR Yaris Rally1 | WRC RC1  | 2:55:28.2 | 02:48.3 00:39.7 | 10+2 |
| 6   | Teemu Suninen       | Mikko Markkula   | Hyundai i20 N Rally1   | WRC RC1  | 2:55:46.2 | 03:06.3 00:18.0 | 8    |
| 7   | Grégoire Munster    | Louis Louka      | Ford Puma Rally1       | WRC RC1  | 2:57:02.2 | 04:22.3 01:16.0 | 6    |
| 8   | Adrien Fourmaux     | Aexandre Coria   | Ford Fiesta Rally2     | WRC2 RC2 | 3:04:15.7 | 11:35.8 07:13.5 | 4    |
| 9   | Nicolas Ciamin      | Yannick Roche    | Škoda Fabia RS Rally2  | WRC2 RC2 | 3:04:33.0 | 11:53.1 00:17.3 | 2    |
| 10  | Pierre-Louis Loubet | Benjamin Veillas | Ford Puma Rally1       | WRC RC1  | 3:04:44.2 | 12:04.3 00:11.2 | 1    |

Insgesamt wurden 54 von 67 gemeldeten Fahrzeugen klassiert.

## Wertungsprüfungen
| Datum    | Zeit  | Nr.                            | Name                             | Länge                          | Fahrer                                                                                 | Co-Pilot                                                                     | Auto                                                                                | Zeit                                    | Leader           |
| -------- | ----- | ------------------------------ | -------------------------------- | ------------------------------ | -------------------------------------------------------------------------------------- | ---------------------------------------------------------------------------- | ----------------------------------------------------------------------------------- | --------------------------------------- | ---------------- |
| 25. Okt. | 16:01 | —                              | Tittling (Shakedown)             | 3,62 km                        | Thierry Neuville                                                                       | Martijn Wydaeghe                                                             | Hyundai i20 N Rally1                                                                | 01:57.5                                 |                  |
| 26. Okt. | 14:05 | WP1                            | Velká Chuchle                    | 2,55 km                        | Ott Tänak                                                                              | Martin Järveoja                                                              | Ford Puma Rally1                                                                    | 01:51.2                                 | Ott Tänak        |
| 26. Okt. | 18:05 | WP2                            | Klatovy                          | 8,92 km                        | Thierry Neuville                                                                       | Martijn Wydaeghe                                                             | Hyundai i20 N Rally1                                                                | 04:14.7                                 | Thierry Neuville |
| 26. Okt. | 20:45 | Service Park Passau (48. Min.) | Service Park Passau (48. Min.)   | Service Park Passau (48. Min.) | Service Park Passau (48. Min.)                                                         | Service Park Passau (48. Min.)                                               | Service Park Passau (48. Min.)                                                      | Service Park Passau (48. Min.)          | Thierry Neuville |
| 27. Okt. | 07:00 | Service Park Passau (10. Min.) | Service Park Passau (10. Min.)   | Service Park Passau (10. Min.) | Service Park Passau (10. Min.)                                                         | Service Park Passau (10. Min.)                                               | Service Park Passau (10. Min.)                                                      | Service Park Passau (10. Min.)          | Thierry Neuville |
| 27. Okt. | 09:50 | WP3                            | Vlachovo Březí 1                 | 13,66 km                       | Kalle Rovanperä                                                                        | Jonne Halttunen                                                              | Toyota GR Yaris Rally1                                                              | 07:08.2                                 | Thierry Neuville |
| 27. Okt. | 10:42 | WP4                            | Zvotoky 1                        | 23,81 km                       | Kalle Rovanperä                                                                        | Jonne Halttunen                                                              | Toyota GR Yaris Rally1                                                              | 12:30.8                                 | Kalle Rovanperä  |
| 27. Okt. | 12:15 | WP5                            | Šumavské Hoštice 1               | 23,43 km                       | Kalle Rovanperä                                                                        | Jonne Halttunen                                                              | Toyota GR Yaris Rally1                                                              | 13:13.5                                 | Kalle Rovanperä  |
| 27. Okt. | 13:52 | Reifenservice (15. Min.)       | Reifenservice (15. Min.)         | Reifenservice (15. Min.)       | Reifenservice (15. Min.)                                                               | Reifenservice (15. Min.)                                                     | Reifenservice (15. Min.)                                                            | Reifenservice (15. Min.)                | Kalle Rovanperä  |
| 27. Okt. | 14:32 | WP6                            | Vlachovo Březí 2                 | 13,66 km                       | Elfyn Evans                                                                            | Scott Martin                                                                 | Toyota GR Yaris Rally1                                                              | 07:15.0                                 | Kalle Rovanperä  |
| 27. Okt. | 15:24 | WP7                            | Zvotoky 2                        | 23,81 km                       | Kalle Rovanperä                                                                        | Jonne Halttunen                                                              | Toyota GR Yaris Rally1                                                              | 12:55.5                                 | Kalle Rovanperä  |
| 27. Okt. | 16:57 | WP8                            | Šumavské Hoštice 2               | 23,43 km                       | Thierry Neuville                                                                       | Martijn Wydaeghe                                                             | Hyundai i20 N Rally1                                                                | 13:46.5                                 | Kalle Rovanperä  |
| 27. Okt. | 19:22 | Service Park Passau (48. Min.) | Service Park Passau (48. Min.)   | Service Park Passau (48. Min.) | Service Park Passau (48. Min.)                                                         | Service Park Passau (48. Min.)                                               | Service Park Passau (48. Min.)                                                      | Service Park Passau (48. Min.)          | Kalle Rovanperä  |
| 28. Okt. | 07:00 | Service Park Passau (16. Min.) | Service Park Passau (16. Min.)   | Service Park Passau (16. Min.) | Service Park Passau (16. Min.)                                                         | Service Park Passau (16. Min.)                                               | Service Park Passau (16. Min.)                                                      | Service Park Passau (16. Min.)          | Kalle Rovanperä  |
| 28. Okt. | 08:15 | WP9                            | Schärdinger Innviertel 1         | 15,72 km                       | Elfyn Evans                                                                            | Scott Martin                                                                 | Toyota GR Yaris Rally1                                                              | 08:17.4                                 | Kalle Rovanperä  |
| 28. Okt. | 10:01 | WP10                           | Mühltal 1                        | 27,15 km                       | Thierry Neuville                                                                       | Martijn Wydaeghe                                                             | Hyundai i20 N Rally1                                                                | 16:06.7                                 | Kalle Rovanperä  |
| 28. Okt. | 11:05 | WP11                           | Knaus Tabbert Bayerischer Wald 1 | 11,88 km                       | Thierry Neuville                                                                       | Martijn Wydaeghe                                                             | Hyundai i20 N Rally1                                                                | 07:38.4                                 | Thierry Neuville |
| 28. Okt. | 13:45 | Service Park Passau (31. Min.) | Service Park Passau (31. Min.)   | Service Park Passau (31. Min.) | Service Park Passau (31. Min.)                                                         | Service Park Passau (31. Min.)                                               | Service Park Passau (31. Min.)                                                      | Service Park Passau (31. Min.)          | Thierry Neuville |
| 28. Okt. | 15:15 | WP12                           | Schärdinger Innviertel 2         | 15,72 km                       | Sébastien Ogier                                                                        | Vincent Landais                                                              | Toyota GR Yaris Rally1                                                              | 08:15.0                                 | Thierry Neuville |
| 28. Okt. | 17:01 | WP13                           | Mühltal 2                        | 27,15 km                       | Sébastien Ogier                                                                        | Vincent Landais                                                              | Toyota GR Yaris Rally1                                                              | 16:24.2                                 | Thierry Neuville |
| 28. Okt. | 18:05 | WP14                           | Knaus Tabbert Bayerischer Wald 2 | 11,88 km                       | Kalle Rovanperä                                                                        | Jonne Halttunen                                                              | Toyota GR Yaris Rally1                                                              | 08:04.5                                 | Thierry Neuville |
| 28. Okt. | 19:35 | Service Park Passau (48. Min.) | Service Park Passau (48. Min.)   | Service Park Passau (48. Min.) | Service Park Passau (48. Min.)                                                         | Service Park Passau (48. Min.)                                               | Service Park Passau (48. Min.)                                                      | Service Park Passau (48. Min.)          | Thierry Neuville |
| 29. Okt. | 06:30 | Service Park Passau (16. Min.) | Service Park Passau (16. Min.)   | Service Park Passau (16. Min.) | Service Park Passau (16. Min.)                                                         | Service Park Passau (16. Min.)                                               | Service Park Passau (16. Min.)                                                      | Service Park Passau (16. Min.)          | Thierry Neuville |
| 29. Okt. | 08:15 | WP15                           | Böhmerwald 1                     | 17,25 km                       | Sébastien Ogier                                                                        | Vincent Landais                                                              | Toyota GR Yaris Rally1                                                              | 08:14.4                                 | Thierry Neuville |
| 29. Okt. | 09:35 | WP16                           | Passauer Land 1                  | 16,37 km                       | Elfyn Evans                                                                            | Scott Martin                                                                 | Toyota GR Yaris Rally1                                                              | 08:36.5                                 | Thierry Neuville |
| 29. Okt. | 10:33 | WP17                           | Böhmerwald 2                     | 17,25 km                       | Sébastien Ogier                                                                        | Vincent Landais                                                              | Toyota GR Yaris Rally1                                                              | 08:11.1                                 | Thierry Neuville |
| 29. Okt. | 12:15 | WP18                           | Passauer Land 2 (Power Stage)    | 16,37 km                       | 1. Elfyn Evans 2. Thierry Neuville 3. Sébastien Ogier 4. Takamoto Katsuta 5. Ott Tänak | Scott Martin Martijn Wydaeghe Vincent Landais Aaron Johnston Martin Järveoja | Toyota GR Yaris Rally1 Hyundai i20 N Rally1 Toyota GR Yaris Rally1 Ford Puma Rally1 | 08:42.3 08:45.8 08:47.2 08:48.5 08:49.7 | Thierry Neuville |